# Eleonora Pedron
Eleonora Pedron, née le 13 juillet 1982 à Padoue, est un mannequin italien ayant été couronné Miss Italie en 2002.